# Aleksander Baumgardten

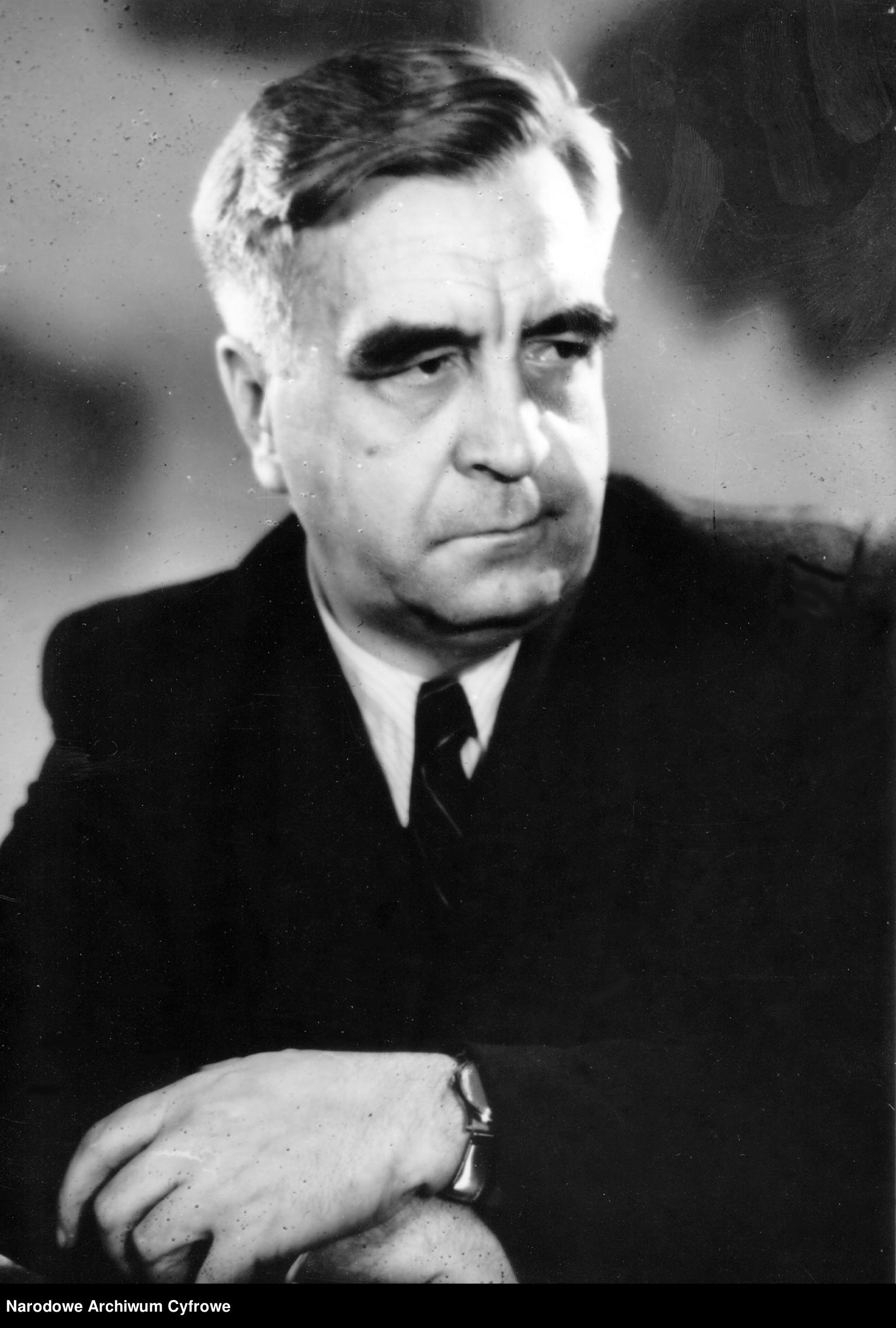
Aleksander Baumgardten

Aleksander Baumgardten (* 31. Mai 1908 in Krakau; † 29. Juni 1980 in Katowice) war ein polnischer Schriftsteller, Theater- und Filmkritiker sowie Theaterleiter.

## Leben
Baumgardten besuchte das Gymnasium in Lwów und legte dort 1926 das Abitur ab. Anschließend studierte er Geschichte an der Jan-Kasimir-Universität in Lwów, wo er 1931 den Magister erwarb. Während seines Studiums gehörte er von 1927 bis 1930 der studentischen Literaturgruppe Rybałci an. Als Lyriker debütierte er 1933 mit dem Gedicht Sufit in der Monatszeitschrift Sygnały, die er von 1933 bis 1934 redigierte. Weitere Gedichte veröffentlichte er in Kultura Lwowa, Kurier Lwowski und Lwów Literacki. Anschließend arbeitete er von 1934 bis 1935 als Geschichtslehrer an einem Gymnasium in Żółkiew. Daneben verfasste er Hörspiele für das Polskie Radio.
Nach dem Beginn des Zweiten Weltkrieges verblieb er in Lwów und arbeitete während der Deutschen Besetzung arbeitete er zunächst als Maurer und anschließend als Buchhalter. Gleichzeitig erteilte er Unterricht im Untergrund. Nach der Eroberung Lwóws durch die sowjetischen Streitkräfte im Sommer 1945 kam er im Rahmen der Zwangsumsiedlung von Polen aus den ehemaligen polnischen Ostgebieten 1944–1946 nach Katowice. Hier leitete er von 1945 bis 1954 die Literaturredaktion des Polskie Radio Katowice. In den 1940er und 1950er Jahren publizierte er in zahlreichen Zeitschriften, darunter Odra, Trybuna Robotnicza, Ogniwa, Śląśk Literacki und Perspektywy. Zudem war er an der Organisation der schlesischen Sendeanstalt der Telewizja Polska beteiligt und leitete von 1957 bis 1959 die Literaturredaktion. Zudem war er von 1956 bis 1965 literarischer Leiter des Teatr Zagłębia in Sosnowiec und anschließend am Polnischen Theater in Bielsko-Biała. Seine literarischen Texte veröffentlichte er von 1964 bis 1980 in der Zeitschrift Poglądy und von 1966 bis 1976 in Tygodnik Kulturalny. Mit der Zeitung Wieczór arbeitete er von 1973 bis 1974 eng zusammen.

## Werke

### Lyrik
- Usta na kamieniach, 1938
- Wiersze, 1946
- Zwykły dzień. Reportaż poetycki, 1952
- Łuny na wietrze, 1953
- O tym, co najbliższe, 1956
- Pieśni o Śląsku, 1967

### Prosa
- Szukamy pana H. Żartobliwa opowieść awanturnicza, 1946, zusammen mit Józef Prutkowski
- Lisek Matysiek i jego przygody, 1947
- Trzy razy o ludziach. Opowiadania, 1957
- Zielone czasy, 1958
- Spotkanie z jutrem, 1962
- Noc w Blancmoutier. Opowiadania, 1963
- Ścieżki samotnych, 1963
- Brzegi ciemności. Powieść, 1964
- Julian, 1965
- Urlop w Selwyck, 1965
- Ulica Czterach Wiatrów, 1967
- Każdy dzień darowny. Powieść, 1971
- Cudze łoże. Opowiadania, 1971
- Jeszcze nie rano, 1972
- Wilki za progiem, 1974
- Rycerskie rzemiosło, 1979
- Płomień w Arsenale. Wybór opowiadań, 1976
- Nasze wojny prywatne, 1977
- Zaliczka na chwałę, 1978
- To on, niepokój, 1980
- Zapamiętanie, 1980

### Dramen
- Ostatnia kraksa. Komedia w 3 aktach, 1947, zusammen mit Józef Prutkowski
- Trzej bracia Nowakowie. Sztuka w 1 akcie o współzawonictwie pracy, 1949
- Premiera w Borucicach. Komedia w 3 aktach, 1951
- Czarodziejska woda. Baśń sceniczna, 1962

### Hörspiele und Drehbücher
- 1950: Front biegnie prez Modenę
- 1964: Pięciu. Scenariusz filmowy, zusammen mit Paweł Komorowski; Regie: Paweł Komorowski

## Auszeichnungen
- 1969: Verdienter der polnischen Kultur
- 1974: Ritterkreuz Polonia Restituta
- 1980: Komturkreuz Polonia Restituta